# Lu Acai
 (mars 2018).
Si vous disposez d'ouvrages ou d'articles de référence ou si vous connaissez des sites web de qualité traitant du thème abordé ici, merci de compléter l'article en donnant les références utiles à sa vérifiabilité et en les liant à la section « Notes et références ».
Lu Acai (en mandarin) Luk Ah-choy (en cantonais) (陆阿采), né dans le Guangdong, est un disciple du moine Zhi Shan, compagnon de Hong Xiguan.
Le meilleur étudiant de Lu Acai était Huang Tai (en cantonais Wong Tai), et plus tard Huang Qijing (Wong Kei-ying en cantonais), qui a appris le système complet sous ses instructions et est devenu un expert en matière de hung-gar.
Lu Acai est peut-être mort à l'âge de soixante-huit ans.